# Твердорылые лягушки
Твердорылые лягушки (лат. Anhydrophryne) — род земноводных семейства Pyxicephalidae, эндемичный для южной Африки. До недавнего[какого?] времени род был монотипическим и содержал только Anhydrophryne rattrayi, пока к нему не отнесли ещё два вида, ранее включавшихся в род Arthroleptella.

## Классификация
На январь 2024 года в род включают 3 вида:
- Anhydrophryne hewitti (Fitzsimons, 1947) — Натальская щебетунья
- Anhydrophryne ngongoniensis (Bishop & Passmore, 1993)
- Anhydrophryne rattrayi Hewitt, 1919 — Твердорылая лягушка